# Perodira pheretimae
Perodira pheretimae is een rondwormensoort. De wetenschappelijke naam van de soort is voor het eerst geldig gepubliceerd in 1960 door Timm.